# Liste des anciennes communes de Guadeloupe
Cette page a pour objectif de retracer toutes les modifications communales dans le département de Guadeloupe : les anciennes communes qui ont existé, ainsi que les créations, et les modifications officielles de nom.
Dès sa colonisation, la Guadeloupe est découpée en communes. En 1846, on en compte 32. Depuis lors, 2 créations de communes ont eu lieu (et aucune fusion), permettant d'atteindre le nombre de 34 communes. En 2007, les îles de Saint-Martin et de Saint-Barthélemy sont érigées en collectivités d'outre-mer et détachées du département Guadeloupe. Aujourd'hui (au 1er janvier 2025), on dénombre 32 communes dans ce département.

## Créations
| Nouvelle commune | Commune affectée                | Mode de création            | Date (et nature) de la décision |
| ---------------- | ------------------------------- | --------------------------- | ------------------------------- |
| Saint-Barthélemy |                                 | Démembrement                | 27 juillet 1878 (Décret)        |
| Terre-de-Bas     | Les Saintes (commune démembrée) | Démembrement et suppression | 9 août 1882 (Décret)            |
| Terre-de-Haut    | Les Saintes (commune démembrée) | Démembrement et suppression | 9 août 1882 (Décret)            |

## Modifications de nom officiel
| Ancien nom               | Nouveau nom          | Date (et nature) de la décision |
| ------------------------ | -------------------- | ------------------------------- |
| Capesterre-de-Guadeloupe | Capesterre-Belle-Eau | 4 juin 1976 (Décret)            |

## Modifications de limites communales
| La commune de ... | cède du territoire à la commune de... | précisions | Date (et nature) de la décision |
| ----------------- | ------------------------------------- | --- | ------------------------------- |
| Saint-Claude      | Basse-Terre                           | Quartiers de la Rivière des Pères, Pintade, Thillac (hôpital Saint-Hyacinthe), Morne à Vaches, Desmarais, Guillard et Dellite | 16 octobre 1953 (Décret)        |
| Capesterre        | Saint-Louis                           | Les 3 habitations de Wrimouth, Grand Bois Vergé et Grand Bois Pélisson                                                        | 9 juin 1874 (Décret)            |
| Saint-Louis       | Capesterre                            | L'habitation de Borée | 9 juin 1874 (Décret)            |
| Petit-Canal       | Morne-à-l'Eau                         | Habitations de Pointe à Raie, Richeval, Gallo, Elisa et Saintrac                                                              | 17 mars 1860 (Décret)           |
| Le Moule          | Morne-à-l'Eau                         | Habitations de Clugny, Beaumont, Blanchet, Marchaud, le Réduit, Adolphe et Boivin                                             | 17 mars 1860 (Décret)           |
| Morne-à-l'Eau     | Les Abymes                            | Habitations de Golconde, Saint-Pierre-de-Rozières, la Redoute et Azor                                                         | 17 mars 1860 (Décret)           |
| Capesterre        | Grandbourg                            | Habitation de Beauregard | 17 mars 1860 (Décret)           |